# Odette Hella’Grand

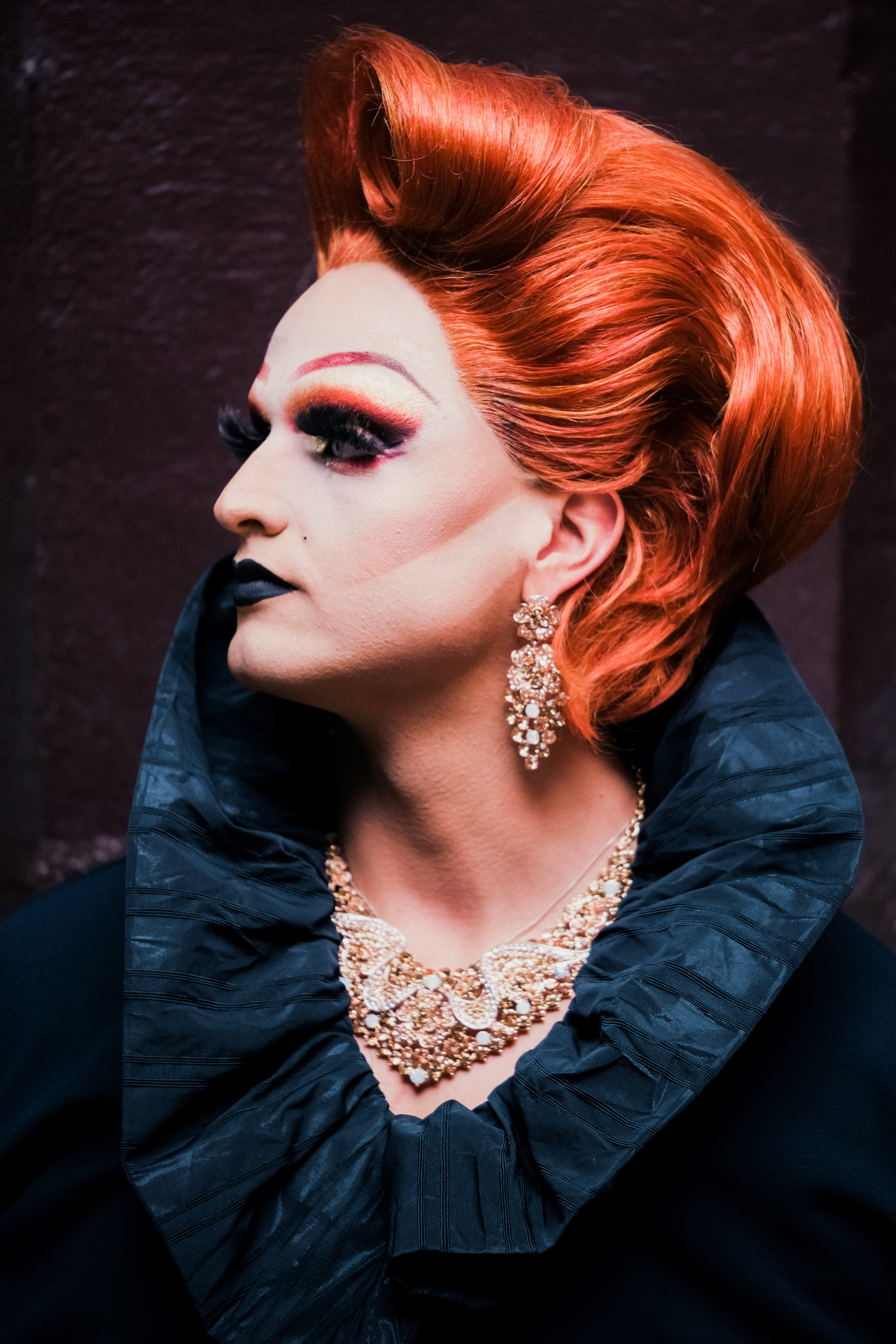
Odette Hella'Grand

Odette Hella'Grand (alias Jouko Schäublin) ist eine Travestie-Künstlerin aus Basel. Das genaue Geburtsdatum ist öffentlich nicht bekannt. Laut einem Interview aus dem Jahr 2019 war sie zu diesem Zeitpunkt 28 Jahre alt, was auf ein Geburtsjahr um 1990 schliessen lässt.
Die Drag Queen gehört durch mehrere eigene Shows, ein regelmässiges Gay-Bingo, Auftritte im regionalen und nationalen Fernsehen und Zeitungs- und Magazinartikeln zu den bekanntesten Travesti-Künstlern der Schweiz. Sie engagiert sich als Veranstaltungsproduzentin und Botschafterin in den Medien für die Akzeptanz der LGBTQI*-Community in Basel und der Region.

## Kunstfigur

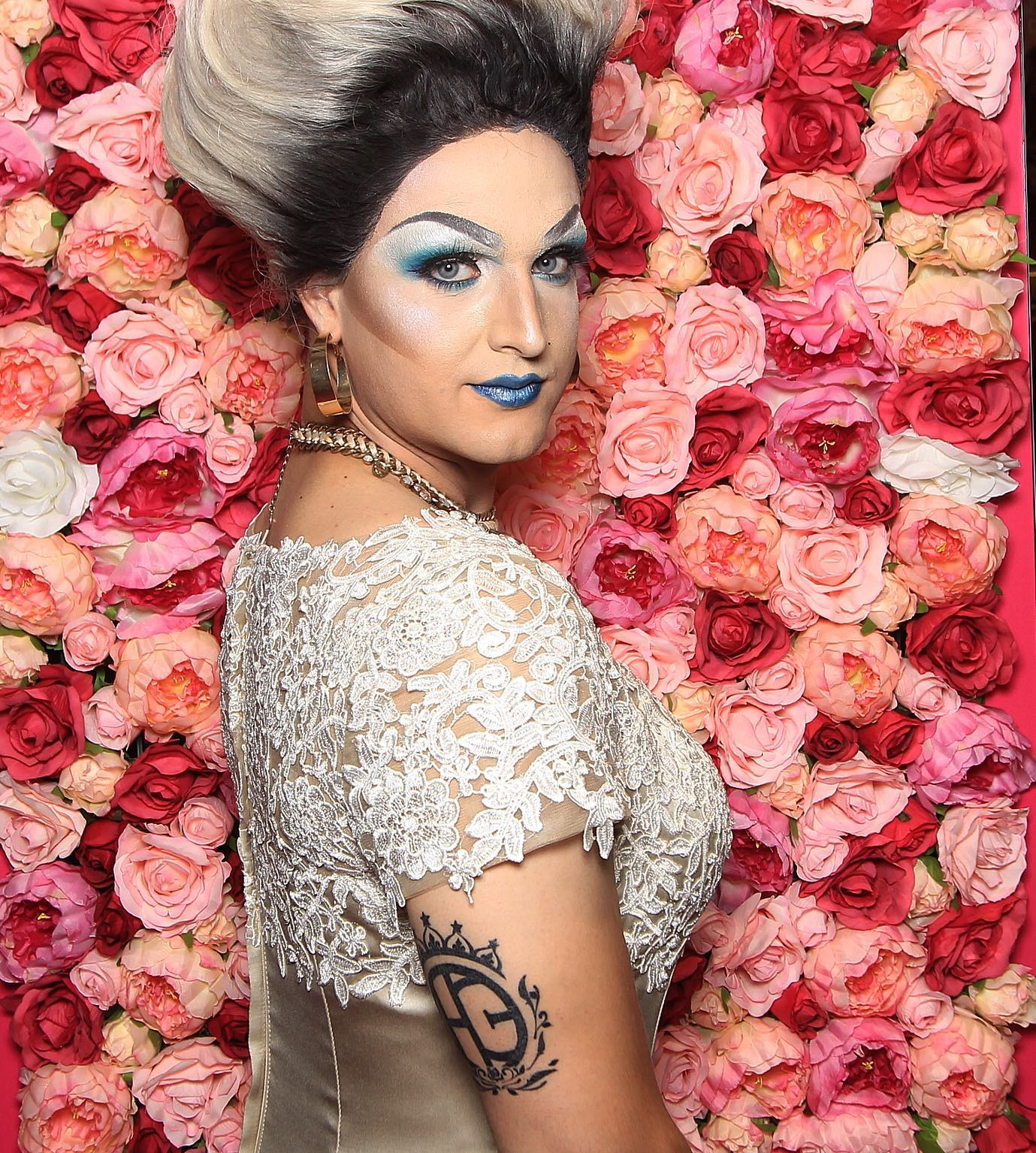
Odette Hella'Grand bei den „Manor Beauty Days“ in Basel

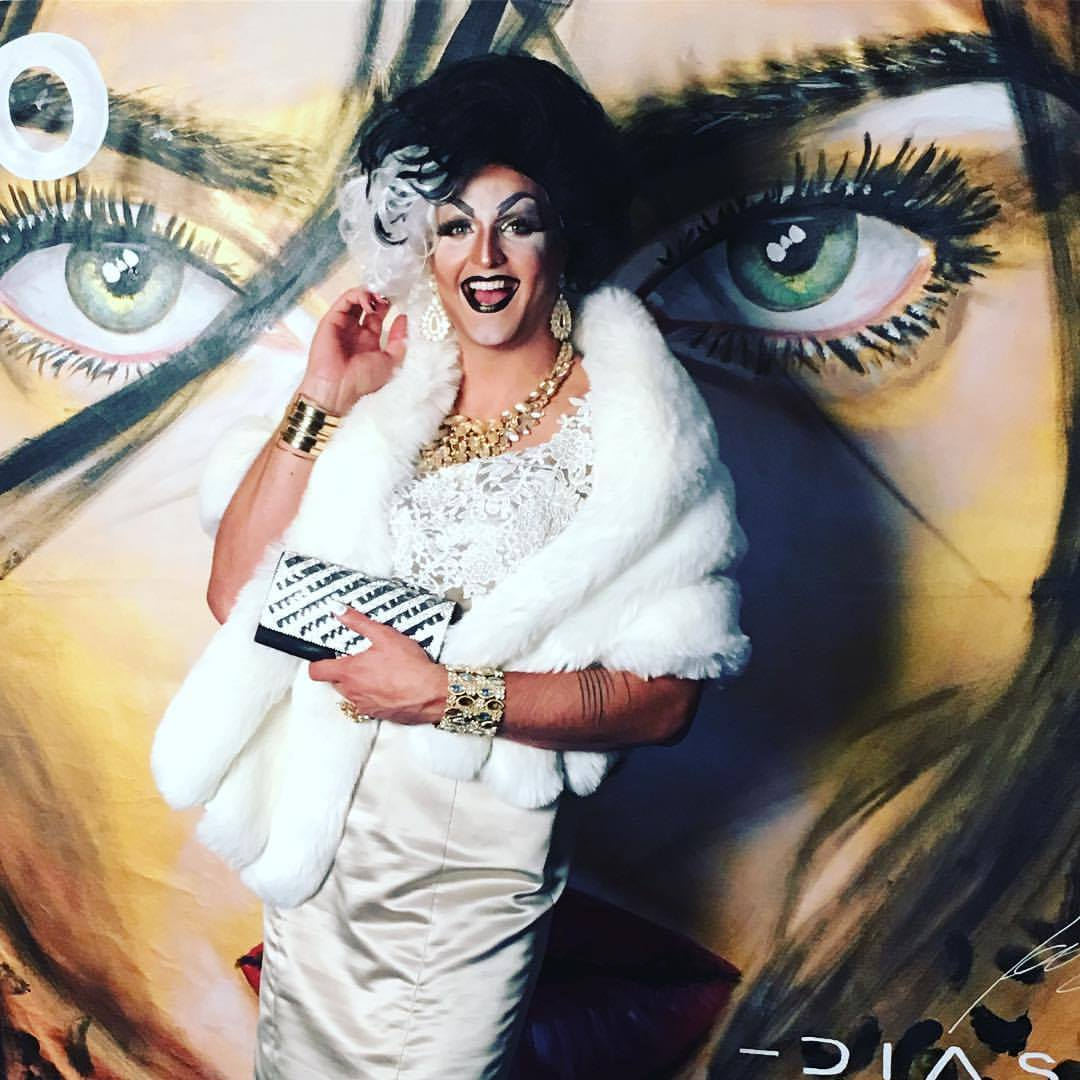
Odette Hella'Grand bei der 1-Jahresfeier des Soho in Basel

Schäublin, ein Basler Cisgender-Mann, schuf um 2016 die Kunstfigur Odette Hella'Grand. Ihre Karriere als Drag Queen begann beim Arosa Drag Race im Januar 2016, den sie gewann. Das Drag Race war Teil der Arosa Gay Ski Week, ein jährliches zweiwöchiges Get-Together für die LGBTQI*-Community der Schweiz und Nachbarländer. Kurz darauf, im Februar, folgte der zweite Sieg als Miss Red Lips 2016 in Basel. Im Herbst des gleichen Jahres folgte die Krönung zur Miss Heaven 2016. Das Heaven Drag Race ist einer der wichtigsten Contests und damit Titel für Drag Queens in der Schweiz. Ebenfalls im 2016 fand im Zürcher Weihnachtsdorf zum Welt-AIDS-Tag der jährliche Schlittschuh-Drag Queen-Wettkampf um die Krone statt. Sie wurde Miss Pink Ice Pricess 2016.
Odette Hella'Grand nahm nach ihren Erfahrungen, zahlreiche Bookings als Hostess oder Door-Godess (dt.: Türdame) an. Durch ihren zunehmenden Bekanntheitsgrad wurde das Fernsehen, die Presse und Basels Bars auf die Drag Queen aufmerksam. Sie trat bei Tele Basel und SRF 1 auf, diverse Artikeln in der Basler Zeitung, Bz Basel, der Schweizer Illustrierten, 20 Minuten online und Basel Live behandelten die Kunstfigur.
Odette Hella'Grand setzt sich für ein offenes und LGBTQI* akzeptierendes Basler ein und arbeitet bei Photoshootings, Videoproduktionen für YouTube und Events mit lokalen Personen, Künstlern und Sponsoren aus der Region Basel zusammen.

## Shows (Eigenproduktionen)
Nebst diversen Auftritten auf den Szene-Bühnen in Basel, Bern, Lausanne, Luzern, Solothurn und Zürich tritt Odette regelmäßig europaweit in internationalen Shows auf. Nach dem Gewinn der Missen-Titel in der Schweiz begann sie mit der Produktion eigener Shows in ihrer Heimatstadt.
Sie organisierte drei Jahre lang im Rossstall 2 der Kaserne Basel ein Gay-Bingo, wobei die Einnahmen gemeinnützigen Organisationen zugutekamen. Die Preise wurden durch regionale und nationale Sponsoren zur Verfügung gestellt.
Mit House of Hell gestaltete sie ihre eigene Show in der L39-Bar, um den traditionellen Treffpunkt der Basler Szene weiterhin zu erhalten und du beleben. Außerdem schuf sie die Wettbewerbsshow Drag Roy-LÄLLE-ty zwecks Förderung junger Künstler in Basel, wo sie angehenden Drag Queens und Kings aus der Schweiz und Süddeutschland Auftritte vor Publikum und einer Jury ermöglichte. Neben dem Heaven Drag Race in Zürich, ist das Drag Roy-LÄLLE-ty (Wortspiel aus dem englischen Wort Royality, dt. das Königshaus, und dem Basler Begriff Lälle-König) die einzige Wettbewerbsshow für Drag Performer in der Deutschschweiz.
Mit Drag meets Rock entstand Ende 2017 in Zusammenarbeit mit Furlong ein weiterer Benefizanlass. Dabei handelt es sich um ein Rock-Konzert mehrerer Bands, die gemeinsam mit Drag Queens für einen guten Zweck auftreten. Die Veranstaltungen fanden zunächst im Rockfact in Münchenstein und ab dem zweiten Jahr im Parterre one Music Basel statt. Insgesamt wurden seit der ersten Show im Jahr 2017 4'500.00 Schweizer Franken an die Organisationen gespendet.
Mit der Veranstaltungsreihe The Queen’s Gathering verlagerte Hella'Grand sich die Travestiekunst in die Basler Ausgangsmeile  Freie Strasse, wo in der auch von internationalem Publikum besuchten soho Bar alle zwei Monate fünf bis sechs Drag Queens und Burlesque-Artist auftraten. Die Shows wurden bei freiem Eintritt regelmäßig so gut besucht, dass es zu großen Menschenansammlungen vor der Bar kam.
Die neuste Showreihe Oh G! I'ts Drag ist eine klassische Dragshow. Bei den Auftritten von vier bis fünf Queens werden live gesungene Balladen, Lipsync-Performances und Comedy-Sketches auch unter Einbeziehung des Publikums dargeboten.